# Třída Regina Maria Pia
Třída Regina Maria Pia byla třída obrněných lodí Italského královského námořnictva. Celkem byly postaveny čtyři jednotky této třídy. Ve službě byly v letech 1864–1910.

## Stavba
Čtyři obrněné lodě této třídy italská vláda objednala u francouzských loděnic. Konstrukce prvního a druhého páru se mírně lišila. Stavba proběhla v letech 1862–1866 v loděnici v La Seyne, v loděnici Gouin et Guibert v St. Nazaire a v loděnici Arman v Bordeaux.
Jednotky třídy Regina Maria Pia:
| Jméno            | Loděnice         | Založení kýlu     | Spuštěna       | Vstup do služby   | Poznámka       |
| ---------------- | ---------------- | ----------------- | -------------- | ----------------- | -------------- |
| Regina Maria Pia | La Seyne         | 22. července 1862 | 28. dubna 1863 | 17. dubna 1864    | Vyřazena 1904. |
| San Martino      | La Seyne         | 22. července 1862 | 21. září 1863  | 9. listopadu 1864 | Vyřazena 1903. |
| Castelfidardo    | Gouin et Guibert | 22. července 1862 | 1. srpna 1863  | květen 1864       | Vyřazena 1910. |
| Ancona           | Arman            | 11. srpna 1862    | 17. října 1864 | duben 1866        | Vyřazena 1903. |

## Konstrukce

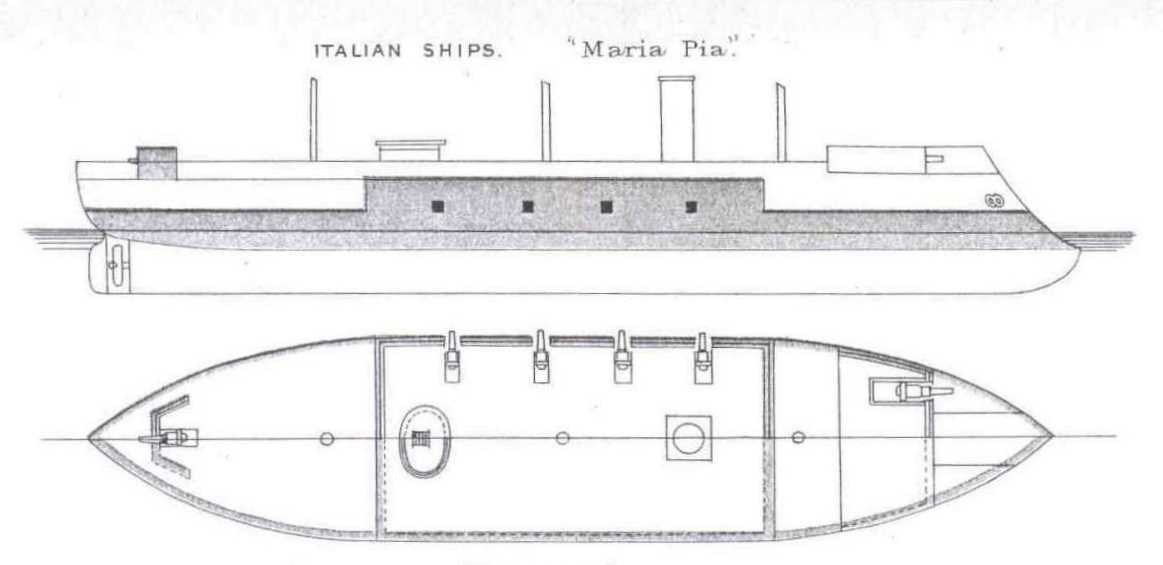
Základní uspořádání třídy po vytvoření pancéřové kasematy

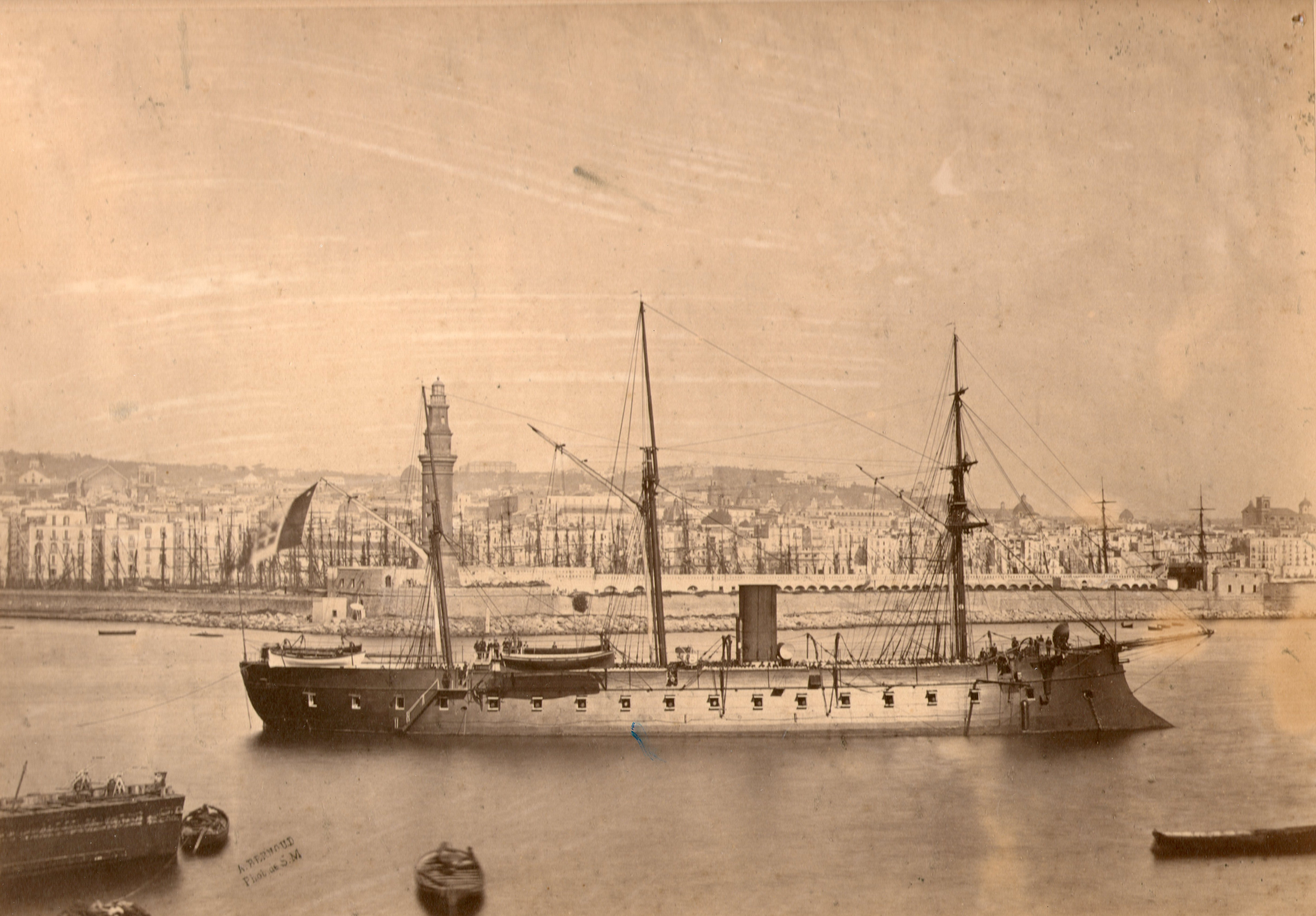
Castelfidardo

Plavidla měla dřevěné trupy chráněné pancéřováním. Jejich výzbroj čtyř 203mm kanónů a dvaceti dvou 164mm kanónů byla soustředěna do dvou bočních baterií. Pohonný systém tvořilo šest kotlů (skupina Castelfidardo osm kotlů) a parní stroj o výkonu 2924 hp (Ancona 2548 hp), pohánějící jeden lodní šroub. Nejvyšší rychlost dosahovala 12,96 uzlu (Ancona 13,74 uzlu). Dosah byl 2600 námořních mil při rychlosti 10 uzlů. Pomocnou roli hrály plachty. Plavidla dostala takeláž trojstěžňového škuneru.

### Modifikace
Po roce 1866 byla plavidla upravena na kasematové obrněné lodě, přičemž dva jejich kanóny mohly střílet dopředu a jeden dozadu. Původní škunerové oplachtění bylo během služby nahrazeno takeláží barku. V letech 1888–1890 byla plavidla vybavena dvěma bojovými stěžni, na kterých byly lehké zbraně. Měnilo se rovněž složení ostatní výzbroje. Například Ancona nesla ke konci služby osm 152mm kanónů, šest 120mm kanónů, čtyři rychlopalné 57mm kanóny, dva revolverové 37mm kanóny a tři torpédomety.